# 羊太郎
羊太郎是日本輕小說作家。

## 經歷
- 2014年，《不正經的魔術講師與禁忌教典》於第26回Fantasia大賞中獲得大賞。[1][2][3]
- 2014年，《不正經的魔術講師與禁忌教典》由富士見Fantasia文庫首次出版，於2017年改編為電視動畫。
- 2020年，擔任第33回Fantasia大賞的新選考委員。[4]

## 作品
- 《不正經的魔術講師與禁忌教典》（KADOKAWA《富士見Fantasia文庫》2014年7月三嶋黑音－連載中）-已完結

- 《最終亞瑟王之戰》（KADOKAWA《富士見Fantasia文庫》2018年7月－連載中，插畫：灰村清孝）

- 《上古守則的魔法騎士》（KADOKAWA《富士見Fantasia文庫》2020年12月－連載中，插畫：遠坂あさぎ）

## 外部連結
- 羊太郎的X（前Twitter）